# Wartberg (Fichtelgebirge)
Der  Wartberg ist ein Aussichtsberg mit Aussichtsturm (628 m ü. NN) innerhalb der Selb-Wunsiedler Hochfläche des Fichtelgebirges nördlich des Dorfes Grafenreuth, eines Gemeindeteils des Marktes Thiersheim im Landkreis Wunsiedel.

## Lage
Der Berg ist von Grafenreuth oder Thiersheim von einem Wanderparkplatz aus erreichbar. Von Thiersheim führt der Saar-Schlesien-Weg und von Arzberg über Röthenbach ein weiterer Wanderweg zum Wartberg.

## Geschichte
Auf der Anhöhe stand nachweislich in der Zeit von 1499 bis 1787 ein Wartturm als raumübergreifende markgräfliche Signalstation, die den Nachbarwarten bei Feindeseinfall Feuer- oder Rauchzeichen gab. In der markgräflichen Wartordnung von 1498 ist er namentlich nicht aufgeführt. Der Heimatforscher Johann Theodor Benjamin Helfrecht zeichnete den Turm 1800 in eine von ihm angelegte orographischen Karte des Fichtelgebirges ein. Seit 1839 steht an seiner Stelle ein Vogelbeerbaum und es sind keine Mauerreste erkennbar. Vom jetzigen Aussichtsturm, der 1969 über einem Wasserhochbehälter errichtet wurde, hat man einen Rundblick ins Egerland und zum Erzgebirge.
Eine Inschrift am Turm lautet: „Wasser des Friedens, lösch aus die Feuer des Krieges!“ Ein 100 Zentner schwerer Stein aus Syenit trägt die Inschrift: „Die Väter rodeten - wir pflügten tiefer.“